# Paolo Vincenzo Roero
Paolo Vincenzo Roero (... – 1665) è stato un vescovo cattolico italiano.
È stato vescovo di Asti dal 1655 al 1665.

## Biografia
Dopo 6 anni di sede vacante, papa Alessandro VII e il duca Carlo Emanuele II, concordarono che la carica episcopale astigiana andasse ad un Roero.
Paolo Vincenzo Roero, era un barnabita chierico regolare della chiesa di San Paolo.
Apparteneva ad una delle famiglie più illustri della città, i Roero che nei secoli avevano dato uomini sia al Comune che alla Chiesa di Asti.

## L'operato
Il vescovo Roero durante il suo governo, si rivelò zelante e rigoroso, in sintonia con la spititualità riformistica tipica del suo ordine.
Nel 1660 accolse ad Asti i Carmelitani Scalzi.
Già in precedenza la sua famiglia aveva favorito l'insediarsi dei Carmelitani conventuali del Carmine proprio nella contrada "roera".
Anche i Carmelitani scalzi costruirono nel 1666 il proprio convento a ridosso della contrada roera nel Rione San Martino/San Rocco.

## Sinodi diocesani
- 13 novembre 1660

## Genealogia episcopale
La genealogia episcopale è:
- Cardinale Guillaume d'Estouteville, O.S.B.Clun.
- Papa Sisto IV
- Papa Giulio II
- Cardinale Raffaele Riario
- Papa Leone X
- Papa Paolo III
- Cardinale Francesco Pisani
- Cardinale Alfonso Gesualdo
- Papa Clemente VIII
- Cardinale Pietro Aldobrandini
- Cardinale Laudivio Zacchia
- Cardinale Antonio Barberini, O.F.M.Cap.
- Cardinale Marcantonio Franciotti
- Vescovo Paolo Vincenzo Roero, B.